# Offignies
Offignies település Franciaországban, Somme megyében. Lakosainak száma 86 fő (2022. január 1.). Offignies Bettembos, Hornoy-le-Bourg, Lignières-Châtelain és Morvillers-Saint-Saturnin községekkel határos.

## Népesség
A település népességének változása:
| Lakosok száma | 68   | 71   | 75   | 74   | 77   | 80   | 83   | 85   | 86   |
|               | 2013 | 2015 | 2016 | 2017 | 2018 | 2019 | 2020 | 2021 | 2022 |